# Mukhtar al-Thaqafi
Mukhtar al-Thaqafi (arabiska: ٱلْمُخْتَار ٱلثَّقَفِيّ), född 622 i Taif, död 687 i Kufa, var en shiamuslimsk ledare som gjorde motstånd mot umayyaddynastin. Efter mordet på den islamiske profeten Muhammeds dotterson och den tredje shiaimamen Husayn ibn Ali i Slaget vid Karbala uppstod det ett antal rebellrörelser som hade i syfte att hämnas för mordet på Husayn. En av dem var Mukhtar al-Thaqafis rörelse. Han lyckades erövra alla områden i Irak förutom Basra. År 687 dödades Mukhtar av Abdullah ibn al-Zubayrs styrkor.